# Динерсдорф
Динерсдорф (нем. Dienersdorf) — коммуна (нем. Gemeinde) в Австрии, в федеральной земле Штирия. 
Входит в состав округа Хартберг.  Население составляет 652 человека (на 31 декабря 2005 года). Занимает площадь 7,06 км². Официальный код  —  60 704.

## Политическая ситуация
Бургомистр коммуны — Франц Зуммерер (АНП) по результатам выборов 2005 года.
Совет представителей коммуны (нем. Gemeinderat) состоит из 9 мест.
- АНП занимает 7 мест.
- СДПА занимает 2 места.